# Johannes Potrykus
Johannes Potrykus ist ein ehemaliger deutscher Radrennfahrer.

## Sportliche Laufbahn
1976 siegte Potrykus in der Internationalen 3-Etappen-Rundfahrt für Junioren in Frankfurt am Main. Als Amateur wurde er 1978 Zweiter im Rennen Rund um Düren hinter Uwe Bolten, 1981 wurde er ebenfalls Zweiter. In der Rheinland-Pfalz-Rundfahrt gewann er eine Etappe. 1982 war Potrykus auf einem Tagesabschnitt der Niedersachsen-Rundfahrt erfolgreich. Für die deutsche Nationalmannschaft bestritt er 1981 Amateurrundfahrten. Bei den UCI-Straßen-Weltmeisterschaften wurde er beim Sieg von Andrei Wedernikow Achter.

## Berufliches
In Paderborn eröffnete Potrykus nach seiner sportlichen Laufbahn ein Radsportgeschäft.